# Alessio Romenzi
Alessio Romenzi est un photojournaliste, photographe de guerre et documentariste italien né à Colle Sant'Angelo en 1974.
Récompensé par deux World Press Photo, il est lauréat du Prix Lucas Dolega en 2013.

## Biographie
Alessio Romenzi est né en 1974 à Colle Sant'Angelo en Ombrie. Il a d’abord travaillé comme technicien frigoriste et forgeron.
Basé au Moyen Orient, il a couvert le printemps arabe dès les premiers jours, principalement en Egypte et en Libye.
Il a ensuite travaillé en Syrie et a été l’un des premiers photographes à entrer clandestinement dans le pays, alors que le régime de Bachar Al-Assad commençait à utiliser des armes lourdes contre l’opposition et à interdire l’accès aux journalistes. Il a couvert la Bataille pour Mossoul.
Ses photos ont été régulièrement publiées dans la presse dans le monde entier. Il travaille aussi pour de nombreuses ONG comme Amnesty International, FAO, Unicef, la Croix Rouge, Save the Children, Terres des Hommes, War Child International.

## Documentaires
- If I Close My Eyes, avec Francesca Mannocchi, UNHCR - Haut Commissariat des Nations unies pour les réfugiés, 54 min, 2016 [5]
- Isis, tomorrow, The lost souls of Mosul, avec Francesca Mannocchi, Fremantle Media, Wildside, Rai Cinema, 80 min, 2018[6]

## Exposition
Liste non exhaustive
2013 : « Surviving in Syria », Cinéma 61, Paris

## Prix et distinctions
- 2013 : Prix Lucas Dolega[7]
- 2013 : Premio Mediterraneo Per La Pace – 1er prix[8]
- 2013 : UNICEF Picture of the Year – 1er prix pour son reportage « Syria: Children between the lines »[9]
- 2013 : World Press Photo, Photo Contest, General News, Stories, 1er prix[10]
- 2017 : World Press Photo, Photo Contest, General News, Stories, 3e prix[2]
- 2017 : Sony World Photography Awards, 1er prix[11]